# تاموکسیفن
تاموکسی‌فن (به انگلیسی: TAMOXIFEN)
رده درمانی: داروهای هورمونی تعدیل کننده انتخابی گیرنده استروژن
اشکال دارویی: قرص

## مکانیسم اثر
تاموکسیفن از گروه داروهای SERM (تعدیل‌کننده‌های انتخابی گیرنده استروژن) می‌باشد . این داروها در برخی بافت‌ها اثرات مشابه استروژن (آگونیستی)، و در سایر بافت‌ها دارای اثرات مشابه نسبی یا جلوگیری از اثر استروژن (آنتاگونیستی) دارند. تاموکسیفن یک SERM است که در درمان سرطان‌های پاسخ دهنده به هورمون تجویز می‌شود و در این بافت به عنوان آنتاگونیست از فعال شدن گیرنده توسط استروژن‌های آندوژن جلوگیری می‌کند.

## موارد مصرف
تاموکسی‌فن برای درمان سرطان پستان و نازایی وابسته بهاولیگومنوره یا آمنوره ثانویه مصرف می‌شود.
همچنین از تاموکسیفن می‌توان در مواردی با تجویز پزشک برای درمان ماستالژی (درد پستان) هم استفاده کرد. و برای جلوگیری از ژنیکوماستی (بزرگی پستان) در مردان بر اثر استفاده بیش از حد استروئیدها (داروهای هورمونی بدنسازی) نیز کاربرد دارد اما به دلیل ایجاد طاسی سر توصیه نمی‌شود.

## متابولیسم دارو
متابولیسم تاموکسی‌فن کبدی است و دارای چرخه روده‌ای - کبدی می‌باشد، حذف دارو دو مرحله‌ای بوده که مرحله اول ۴-۷ ساعت پس از تجویز و مرحله دوم ۷-۱۴ روز طول می‌کشد. اثر درمانی مطلوب ۴-۱۰ هفته پس از شروع درمان حاصل می‌شود. اثرات آنتاگونیستی دارو ممکن است چند هفته پس از یک نوبت مصرف آن ادامه داشته‌باشد. دارو اغلب به‌صورت متابولیت از طریق صفرا و مدفوع دفع می‌شود.

## عوارض جانبی
گر گرفتگی، خونریزی‌واژن، بی‌خوابی، توقف قاعدگی، خارش فرج، اختلالات گوارشی، التهاب تومور، کاهش تعداد پلاکت‌ها، احتباس مایعات، طاسی سر، فیبروم رحم، اختلالات بینایی (تغییرات قرنیه، آب مروارید و رتینوپاتی) کاهش‌پلاکت‌ها یا گلبول‌های سفید خون، به‌ندرت کاهش نوتروفیل‌ها و تغییرات آنزیم‌های‌کبدی از عوارض جانبی دارو هستند. مصرف این دارو در خانم‌هایی که سرطان سینه دارند، احتمال پولیپ اندومتر را افزایش می‌دهد.